# Course en ligne féminine aux championnats du monde de cyclisme sur route 2002
Navigation
2001 2003
La course en ligne féminine aux championnats du monde de cyclisme sur route 2002 a lieu le 12 octobre 2002 à Berne en Suisse. Cette édition est remportée par la suédoise Susanne Ljungskog.

## Classement
|                                    | Coureuse                      | Pays             |    | Temps           |
| ---------------------------------- | ----------------------------- | ---------------- | -- | --------------- |
| Médaille d'or, Coupe du Monde      | Susanne Ljungskog             | Suède            | en | 2 h 59 min 15 s |
| Médaille d'argent, Coupe du Monde  | Nicole Brändli                | Suisse           | +  |                 |
| Médaille de bronze, Coupe du Monde | Joane Somarriba               | Espagne          |    |                 |
| 4                                  | Sara Carrigan                 | Australie        |    |                 |
| 5                                  | Alison Wright                 | Australie        |    | 18 s            |
| 6                                  | Olga Slyusareva               | Russie           |    | 18 s            |
| 7                                  | Magali Le Floc'h              | France           |    | 18 s            |
| 8                                  | Arenda Grimberg               | Pays-Bas         |    | 18 s            |
| 9                                  | Volha Hayeva                  | Biélorussie      |    | 18 s            |
| 10                                 | Sara Felloni                  | Italie           |    | 18 s            |
| 11                                 | Evy Van Damme                 | Belgique         |    | 18 s            |
| 12                                 | Heidi Van De Vijver           | Belgique         |    | 18 s            |
| 13                                 | Regina Schleicher             | Allemagne        |    | 18 s            |
| 14                                 | Zita Urbonaitė                | Lituanie         |    | 18 s            |
| 15                                 | Modesta Vzesniauskaite        | Lituanie         |    | 18 s            |
| 16                                 | Deirdre Demet-Barry           | États-Unis       |    | 18 s            |
| 17                                 | Priska Doppmann               | Suisse           |    | 18 s            |
| 18                                 | Julia Martisova               | Russie           |    | 18 s            |
| 19                                 | Melissa Holt                  | Nouvelle-Zélande |    | 23 s            |
| 20                                 | Iryna Chuzhynova              | Ukraine          |    | 23 s            |
| 21                                 | Leontien Zijlaard-Van Moorsel | Pays-Bas         |    | 23 s            |
| 22                                 | Debby Mansveld                | Pays-Bas         |    | 23 s            |
| 23                                 | Janildes Fernandes            | Brésil           |    | 23 s            |
| 24                                 | Sophie Creux                  | France           |    | 23 s            |
| 25                                 | Rasa Polikevičiūtė            | Lituanie         |    | 23 s            |
| 26                                 | Edita Pučinskaitė             | Lituanie         |    | 27 s            |
| 27                                 | Veronique Belleter            | Belgique         |    | 27 s            |
| 28                                 | Annette Beutler               | Suisse           |    | 27 s            |
| 29                                 | Zulfiya Zabirova              | Russie           |    | 27 s            |
| 30                                 | Katia Longhin                 | Italie           |    | 27 s            |
| 31                                 | Marcia Eicher                 | Suisse           |    | 27 s            |
| 32                                 | Eneritz Iturriaga             | Espagne          |    | 27 s            |
| 33                                 | Rochelle Gilmore              | Australie        |    | 27 s            |
| 34                                 | Olivia Gollan                 | Australie        |    | 27 s            |
| 35                                 | Nicole Cooke                  | Royaume-Uni      |    | 27 s            |
| 36                                 | Cindy Pieters                 | Belgique         |    | 27 s            |
| 37                                 | Edita Kubelskienė             | Lituanie         |    | 27 s            |
| 38                                 | Alessandra Cappellotto        | Italie           |    | 27 s            |
| 39                                 | Sandrine Marcuz-Moreau        | France           |    | 27 s            |
| 40                                 | Svetlana Boubnenkova          | Russie           |    | 31 s            |
| 41                                 | Natalja Kachalka              | Ukraine          |    | 31 s            |
| 42                                 | Hayley Brown                  | Australie        |    | 33 s            |
| 43                                 | Valentina Polkhanova          | Russie           |    | 33 s            |
| 44                                 | Belem Guerrero                | Mexique          |    | 33 s            |
| 45                                 | Judith Arndt                  | Allemagne        |    | 33 s            |
| 46                                 | Corine Hierckens              | Belgique         |    | 33 s            |
| 47                                 | Alessandra D'Ettorre          | Italie           |    | 41 s            |
| 48                                 | Rosa Bravo                    | Espagne          |    | 1 min 4 s       |
| 49                                 | Valentina Karpenko            | Ukraine          |    | 1 min 4 s       |
| 50                                 | Tatiana Andriutchenko         | Ukraine          |    | 1 min 4 s       |
| 51                                 | Joanne Kiesanowski            | Nouvelle-Zélande |    | 1 min 4 s       |
| 52                                 | Laura Van Gilder              | États-Unis       |    | 1 min 4 s       |
| 53                                 | Teodora Ruano                 | Espagne          |    | 1 min 4 s       |

|                      | Coureuse                   | Pays        |  | Temps       |
| -------------------- | -------------------------- | ----------- |  | ----------- |
| Autres compétitrices |                            |             |  |             |
| 56                   | Kimberly Baldwin           | États-Unis  |  | 1 min 4 s   |
| 57                   | Giorgia Bronzini           | Italie      |  | 1 min 4 s   |
| 58                   | Wenche Stensvold           | Norvège     |  | 1 min 4 s   |
| 60                   | Jeannie Longo-Ciprelli     | France      |  | 1 min 4 s   |
| 61                   | Denise Baumann             | Suisse      |  | 1 min 30 s  |
| 62                   | Rachel Heal                | Royaume-Uni |  | 1 min 30 s  |
| 64                   | Anita Valen-De Vries       | Norvège     |  | 1 min 43 s  |
| 66                   | Anouska van der Zee        | Pays-Bas    |  | 1 min 54 s  |
| 67                   | Susan Palmer-Komar         | Danemark    |  | 1 min 54 s  |
| 68                   | Frances Newstead           | Royaume-Uni |  | 2 min 2 s   |
| 69                   | Lada Kozlíková             | Tchéquie    |  | 2 min 2 s   |
| 70                   | Sissy van Alebeek          | Pays-Bas    |  | 2 min 2 s   |
| 71                   | Monica Valvik-Valen        | Norvège     |  | 2 min 21 s  |
| 72                   | Zinaida Stahurskaia        | Biélorussie |  | 2 min 30 s  |
| 74                   | Jenny Algelid              | Suède       |  | 3 min 31 s  |
| 75                   | Vanja Vonckx               | Belgique    |  | 4 min 7 s   |
| 76                   | Mirjam Melchers-Van Poppel | Pays-Bas    |  | 4 min 7 s   |
| 77                   | Virginie Moinard           | France      |  | 5 min 16 s  |
| 78                   | Sarah Grab                 | Suisse      |  | 6 min 49 s  |
| 80                   | María Luisa Calle          | Colombie    |  | 8 min 3 s   |
| 81                   | Mari Holden                | États-Unis  |  | 8 min 3 s   |
| 82                   | Tina Pic                   | États-Unis  |  | 8 min 3 s   |
| 85                   | Evelyn García              | Salvador    |  | 11 min 55 s |
| 87                   | Margaret Hemsley           | Australie   |  | 14 min 7 s  |
| 88                   | Zlatica Gavláková          | Slovénie    |  | 14 min 7 s  |
| 89                   | Katy Saint-Laurent         | Canada      |  | 15 min 45 s |